# Großspittler des Deutschen Ordens
Der oberste Spittler oder Großspittler war im Deutschen Orden ein Amt der engsten Berater des Hochmeisters, dem als Großgebietiger das Spitalwesen unterstellt war. Ein entsprechendes Amt gibt es auch in der Hierarchie des Templerordens, dessen Strukturen vom Deutschen Orden in weiten Teilen übernommen wurden.

## Aufgaben
Zum engsten Beraterkreis des Hochmeisters zählten fünf Großgebietiger, dies waren der Großkomtur als direkter Vertreter, der Ordensmarschall für das Kriegswesen, der oberste Tressler für das Finanzwesen, der oberste Trappier für das Bekleidungswesen und der oberste Spittler für das Spitalwesen und damit auch für die Gesundheits- und Krankenpflege des Ordens.

## Geschichte
Nachdem 1309 das Amt des Landmeisters mit dem des Hochmeisters vereint und der Sitz auf die Marienburg verlegt worden war, wurde die Deutschordensburg in Elbing, heute Elbląg, Sitz des obersten Spittlers. Diese Burg wurde 1454 durch den Preußischen Bund erobert und im weiteren Verlauf vollständig abgebrochen. Ebenfalls ab 1309 war das Heilig-Geist-Spital Hauptspital des Deutschen Ordens, was auf die Residenz des Spittlers in Elbing zurückzuführen ist.  In den erhaltenen Gebäuden des Spitals befindet sich heute die Stadtbibliothek.
Neben anderen zentralen Ämtern war Werner von Tettingen Anfang des 15. Jahrhunderts oberster Spittler und führte 1410 das Elbinger Aufgebot in den Feldzug gegen Polen und Litauen. Tettingen überlebte als einziger der Großgebietiger die Schlacht bei Tannenberg. Das Amt übte 1440 und 1441 Heinrich Rabensteiner zu Döhlau aus.